# نقارية

النكارية بين فروع الإباضية الأخرى (باللون البني)

النكارية أو النقارية أو باليزيدية كانت أحد الفروع الرئيسة للإسلام الإباضي، أسسها أبو قدامة يزيد بن فندين اليفراني عام 784 م. بقيادة أبي يزيد النقري، حيث ثاروا ضد الحكم الفاطمي في إفريقية (تونس وشرق الجزائر اليوم)، واستولوا على القيروان في عام 944 وحاصروا سوسة، لكنهم هُزموا في النهاية في عام 947. كان النكاريون معروفين باسم "اليزيدية" نسبة إلى مؤسسهم يزيد العرفاني، ولم تكن لهم أي صلة بالأكراد العدويين، الذين أُطلق عليهم اسم اليزيدية بسبب تبجيلهم ليزيد بن معاوية. يُعتقد أن بقايا النكارية لا تزال موجودة في جزيرة جربة. وقد انفصلوا عن المذهب الإباضي السائد، أي الوهبي. كان الفرع الأم للنقري، الوهبي الإباضي، هو الأكثر انتشارًا بين المدارس الفكرية داخل الإباضية، وذلك بسبب حقيقة أن معظم النصوص الإباضية المحفوظة يمكن أن تُنسب إلى علماء تابعين للوهبي.
وقد أدى تأريخ كتابات الوهبي المبكرة مثل كتب الردود والسيرة إلى دفع بعض المحللين مثل سليم الحارثي إلى الادعاء بأن الإباضية هي أقدم طائفة في الإسلام. ومع ذلك، يقترح آخرون أن الإباضية لم تتخذ خصائص الطائفة والمذهب الكامل إلا أثناء زوال سلالة الرستميين. إن مصطلح وهب مشتق بشكل رئيس كإشارة إلى تعاليم عبد الله بن وهب الراسبي. على الرغم من أن مصطلح الوهبي كان يعتبر في البداية غير ضروري لأن الإباضيين كانوا متجانسين إلى حد كبير، إلا أن استخدامه زاد مع ظهور الانفصال النقري من أجل التمييز بين الوهبيين والإباضيين المنشقين. إن أكثر الألقاب شيوعًا التي أمر علماء الوهبية الإباضيو أتباعهم بإطلاقها على أنفسهم هو مصطلح أهل الاستقامة أي الذين على الطريق المستقيم. ورفضوا استخدام أهل السنة، حيث كان معنى مصطلح (السنة) في الاستخدام المبكر والقديم في العالم الإسلامي يُشير إلى ممارسة معاوية في لعن علي بن أبي طالب على المنابر، على الرغم من أن هذا المعنى تغير في العصر الأموي.